# Herman Snellen

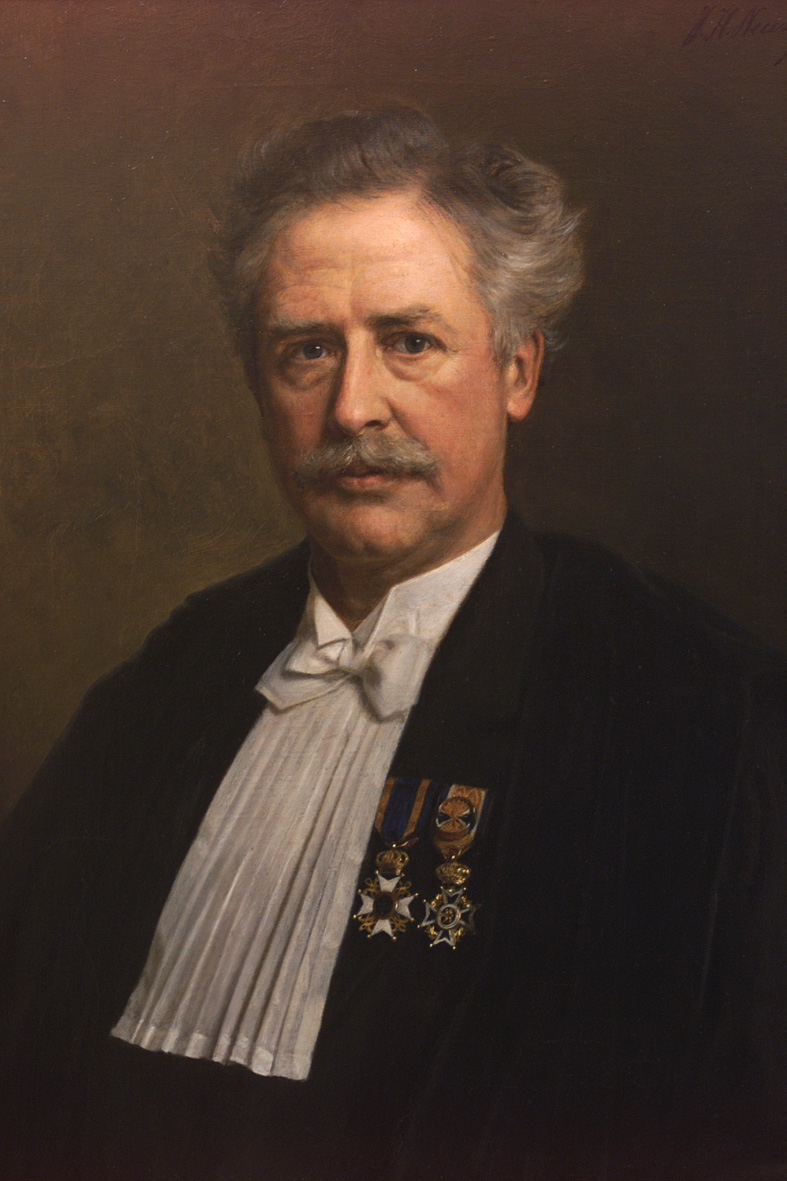
H. Snellen - Pintura realizada por J.H. Neuman.

Herman Snellen (19 de febrero de 1834, Zeist - 18 de enero de 1908, Utrecht) fue un oftalmólogo neerlandés que creó en 1862 el test de Snellen para estudiar la agudeza visual de sus pacientes. Asumió el cargo de director del hospital holandés (Nederlandsch Gasthuis) para pacientes oftálmicos, precedido en el cargo por el Dr. Frans Cornelis Donders.

## Imágenes

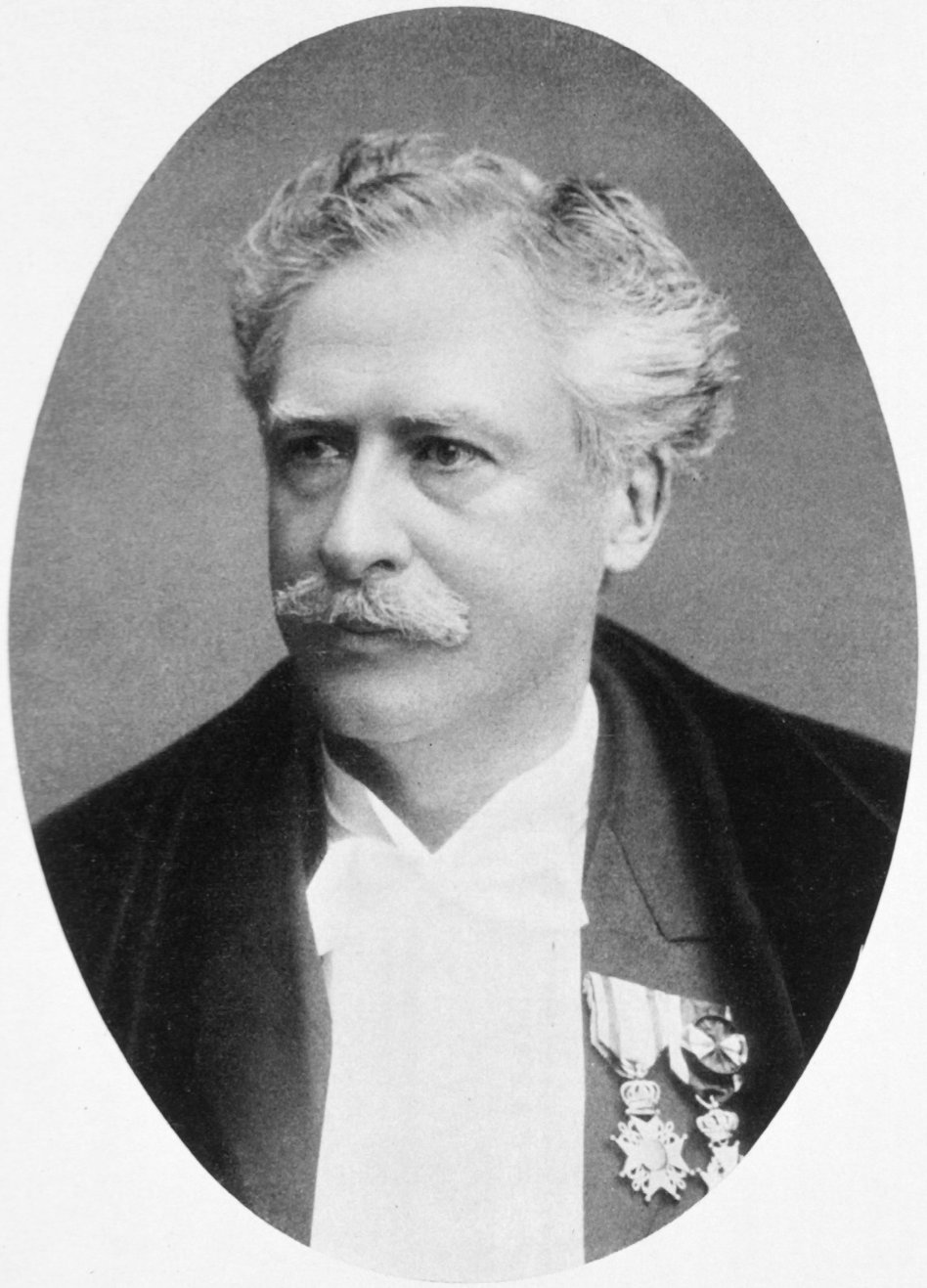
H. Snellen
Cartel de Snellen actual